# Quint Opi
Quint Opi (en llatí: Quintus Oppius) va ser un general romà del segle i aC. Formava part de la gens Òpia, una gens romana d'origen plebeu.
Va participar en la guerra contra Mitridates VI Eupator l'any 88 aC. Titus Livi diu que era procònsol el que voldria dir que abans havia estat pretor (molts pretors eren enviats a província amb títol de procònsol i comandament de l'exèrcit, sense haver estat cònsols). Va fixar els seus quarters a Laodicea de Frígia, prop del riu Licos. Quan Mitridates va conquerir el país els habitants de Laodicea van lliurar Opi al rei, a canvi del perdó que els havia promès. Mitridates no li va fer cap dany, però el va portar amb ell, exhibint amb satisfacció com a trofeu un general romà. Finalment el va entregar a Sul·la quan es va fer la pau.